# روبن لوكليرك
روبن لوكليرك (بالفرنسية: Robin Leclercq)‏ هو لاعب كرة قدم فرنسي، ولد في 5 نوفمبر 1952 في باريس في فرنسا. لعب مع نادي شاتورو.

## وصلات خارجية
- روبن لوكليرك على موقع قاعدة بيانات كرة القدم.إي يو (الإنجليزية)
- روبن لوكليرك على موقع عالم كرة القدم.نت (الإنجليزية)